# Adrijana Knežević
Adrijana Knežević (in serbo Адријана Кнежевић?; Senta, 20 gennaio 1987) è una cestista serba.

## Carriera
Ha disputato una stagione in Serie A1 con Faenza (2007-08).